# Orange
Orange je francosko telekomunikacijsko podjetje. Konec leta 2019 je imelo skoraj 266 milijonov strank po vsem svetu, kar je več kakor jih je bilo napovedanih leta 2018. V letu 2019 je bilo podjetje vodilno ali drugo največje telekomunikacijsko podjetje v 75% evropskih držav, v katerih deluje. Isto velja tudi za 83% držav v Afriki in Bližnjega vzhoda.